# Чанакчъ
Чанакчъ (на турски: Çanakçı), е село в Източна Тракия, Турция, Вилает Родосто, околия Сюлейманпаша.

## География
Чанакчъ е разположено на 20 километра югозападно от Родосто.

## История
Според статистиката на професор Любомир Милетич в 1912 година в Чанакчи живеят 120 гръцки семейства.